# Anthony Peeler
Anthony Eugene Peeler (Kansas City, Misuri, 25 de noviembre de 1969) es un exjugador de baloncesto que militó en la NBA desde 1992 hasta 2005. Con 1,93 metros de altura, jugaba en la posición de escolta.

## Carrera

### Universidad
Tras una gran carrera en el instituto, Peeler asistió a la Universidad de Misuri, donde finalizó su estancia universitaria como el máximo asistente y ladrón de la historia de los Tigers, además de terminar segundo en triples y tercero en anotación. En su año sénior fue nombrado mejor jugador de la Big Eight Conference y atleta masculino del año tras promediar 23.4 puntos, 3.5 rebotes y 3.9 asistencias en 35.4 minutos de juego por partido. También fue seleccionado en el segundo mejor quinteto del All-American y finalizó finalista en el Wooden Award y Naismith Award. En su temporada júnior firmó 19.4 puntos, 3.5 rebotes y 5 asistencias por encuentro.

### NBA
Fue seleccionado por Los Angeles Lakers en la 15.ª posición del Draft de 1992, promediando en su primera temporada en la liga 10.4 puntos por partido, primer rookie en anotar en dobles figuras desde Byron Scott en 1984. Jugó 77 partidos, apareciendo como titular en 11 de ellos, y anotando el 28 de enero de 1993 su mejor marca personal, 25 puntos ante Indiana Pacers. Disputó cuatro temporadas en los Lakers, siendo la segunda la mejor estadísticamente con 14.1 puntos, 3.6 rebotes y 3.1 asistencias en 30 partidos, todos de titular.
El 16 de julio de 1996 fue traspasado a Vancouver Grizzlies junto con George Lynch y elecciones de segunda ronda del draft de 1997 y 1998 por dos segundas rondas de draft. En su primera campaña en los Grizzlies promedió 14.5 puntos, 3.4 rebotes y 3.6 asistencias en 72 encuentros, jugando 57 desde el inicio. A mediados de la siguiente temporada regular, Peeler fue traspasado a Minnesota Timberwolves a cambio de Doug West. Su estancia en los Timberwolves fue amplia, disputando 5 temporadas y media en la franquicia y destacando como base suplente anotador. Excepto en la última, en ninguna de las campañas descendió de los 9 puntos por noche. En el verano de 2003 fichó como agente libre por Sacramento Kings, liderando la liga en porcentaje de triples en el único año que jugó en el equipo. Tras permanecer una campaña en Washington Wizards, abandonó el baloncesto.
En 2005, fichó por el Akasvayu Girona de la Liga ACB, aunque no llegó a disputar ningún minuto con el equipo.

## Vida personal
Tiene dos hijos: Marcus Anthony y Chynna.
Es vegetariano.